# Клетинское сельское поселение (Рязанская область)
Клетинское сельское поселение — муниципальное образование (сельское поселение) в Касимовском районе Рязанской области.
Административный центр — деревня Клетино.

## Население
| 2010 | 2012 | 2013 | 2014 | 2015 | 2016 | 2017 |
| ---- | ---- | ---- | ---- | ---- | ---- | ---- |
| 711  | ↗888 | ↗897 | ↘880 | ↘870 | ↘853 | ↘843 |
| 2018 | 2019 | 2020 | 2021 |      |      |      |
| ↘825 | ↘816 | ↘812 | ↗962 |      |      |      |

## Состав поселения
В состав сельского поселения входит 1 населённый пункт:
| № | Населённый пункт | Тип населённого пункта          | Население |
| - | ---------------- | ------------------------------- | --------- |
| 1 | Клетино          | деревня, административный центр | ↗962      |

## История
Клетинское сельское поселение образовано в 2004 г.  из Клетинского сельского округа. Клетинский сельский округ, в свою очередь, был выделен из Погостинского сельского округа в 1998 г.